# Die neue Hitparade
Die neue Hitparade war eine von Studio D4 produzierte Sendung, bei der es sich laut eigenen Aussagen um eine „Wiederauflage“ der alten ZDF-Hitparade handeln sollte. Ausgestrahlt wurde sie in unregelmäßigen Abständen auf RTL II am Wochenende um 20.15 Uhr. Auftreten durften nur Interpreten mit deutschsprachigen Liedern. Ausnahmen waren DJ Ötzi in der ersten Sendung mit dem englischsprachigen Titel Sweet Caroline und Anders | Fahrenkrog in der fünften Folge, ebenfalls mit einem englischsprachigen Lied, Gigolo.

## Veranstaltungen
Zu Beginn der ersten Sendung war Matze Knop in einem Einspieler kurz als Dieter Thomas Heck, dem ersten Moderator der ZDF-Hitparade, vor der originalen Hitparadenuhr aus Berlin zu sehen.
Zwischen 2009 und 2011 wurden insgesamt sechs Ausgaben der neuen Hitparade ausgestrahlt. Moderiert wurden alle Shows von Aleksandra Bechtel, die zunächst Jochen Bendel als Co-Moderator an ihrer Seite hatte. 2010 bekam sie für zwei Ausgaben Thomas Anders zur Seite gestellt, ehe sie ab der zweiten Silvestershow alleine moderierte.
Um den sinkenden Quoten entgegenzusteuern, setzte man ab 2011 auf ein Ranking-System. Am 30. Oktober 2011 strahlte RTL II nach sechs Ausgaben die letzte Ausgabe des Formats aus.

## Sondersendungen
Gleich am 31. Dezember 2009 gab es eine XXL-Silvesterausgabe, die aus einem neuen Zusammenschnitt der einzigen Ausgabe vom 25. Oktober 2009 bestand und nun jedoch um die in der ersten Ausgabe nicht gezeigten Interpreten und Auftritte ergänzt wurde. Am 31. Dezember 2010 gab es ebenfalls ein Silvesterspecial, während man 2011 nach Einstellung der Partyshow darauf bereits verzichtete.

## Übersicht
| Nr | Datum             | Halle                      | Ort     | Moderation                           | Künstler |
| -- | ----------------- | -------------------------- | ------- | ------------------------------------ | --- |
| 1  | 25. Oktober 2009  | Discothek Delta-Musik-Park | Essen   | Aleksandra Bechtel und Jochen Bendel | Christian Anders, Atzen, Jörg Bausch, Destivo, Jürgen Drews, Axel Fischer, Helene Fischer, Karel Gott, Olaf Henning, Markus Luca, DJ Ötzi, Christian Petru, Josefin Rosenberg, Gerrit Winter, Anna Maria Zimmermann |
| 2  | 16. Mai 2010      | Prisma Nachterlebniswelt   | Bottrop | Aleksandra Bechtel und Thomas Anders | Antonia, Atzen, Jörg Bausch, Die Cappuccinos, Destivo, Jürgen Drews, Gregor Glanz, Karel Gott, Olaf Henning, Marry, Andreas Martin, Michelle, Wencke Myhre, DJ Ötzi, Josefin Rosenberg, Diana Sorbello, Tobee, Unheilig, Michael Wendler |
| 3  | 7. August 2010    | Prisma Nachterlebniswelt   | Bottrop | Aleksandra Bechtel und Thomas Anders | Adoro, Atzen, Brings, Jürgen Drews, Axel Fischer, Helene Fischer, Gregor Glanz, Olaf Henning, Markus Luca, Vanessa Neigert, Nic, Anna Katharina Stoll, Unheilig, Lena Valaitis, Anna Maria Zimmermann |
| 4  | 31. Dezember 2010 | Prisma Nachterlebniswelt   | Bottrop | Aleksandra Bechtel                   | Adoro, Christian Anders, Antonia, Atzen, Jörg Bausch, Brings, Destivo, DJ Ötzi, Jürgen Drews, Axel Fischer, Helene Fischer, Gregor Glanz, Karel Gott, Olaf Henning, Loona, Markus Luca, Alexander Marcus, Marry, Michelle, Wencke Myhre, Vanessa Neigert, No Angels, Achim Petry, Rockstroh, Josephin Rosenberg, Diana Sorbello, Tobee, Unheilig, Lena Valaitis, Gerrit Winter, Anna Maria Zimmermann |
| 5  | 11. Juni 2011     | Schorre Halle              | Halle   | Aleksandra Bechtel                   | Adoro, Anders \| Fahrenkrog, Andrea Berg, Atzen, Bernhard Brink, Jürgen Drews, Ella Endlich, Fantasy, Michelle, Matthias Reim, Michael Wendler, Anna Maria Zimmermann |
| 6  | 30. Oktober 2011  | Schorre Halle              | Halle   | Aleksandra Bechtel                   | Axel Fischer, Helene Fischer, Isabel Varell, Jürgen Drews, Klee, Maite Kelly, Marianne Rosenberg, Norman Langen, Ute Freudenberg und Christian Lais, DJ Ötzi, Jörg Bausch, Annemarie Eilfeld, Michelle, Michael Wendler, Nik P., Laura Wilde |

## Das deutsche Hitparadenmikro

### Bester Coversong
- 2010: Axel Fischer – Heimweh

### Bestes Duett
- 2010: Tobee und Marry – Tausendmal du

### Top 30, Juni 2011
1. Andrea Berg (Schwerelos)
2. Helene Fischer (Best of Helene Fischer)
3. Adoro (Glück)
4. Peter Maffay (Tattoos)
5. Semino Rossi (Die Liebe bleibt)
6. Die Flippers (Best of)
7. Matthias Reim (Sieben Leben)
8. Pur (Live – Die Dritte)
9. Udo Jürgens (Der ganz normale Wahnsinn)
10. Howard Carpendale (Das alles bin ich)
11. Brunner & Brunner (Best of the Best)
12. Ella Endlich (Da)
13. DJ Ötzi (Du und ich)
14. Die Atzen (Party Chaos)
15. Michelle (Der beste Moment)
16. Michael Wendler (Jackpot)
17. Die Prinzen (Es war nicht alles schlecht)
18. Claudia Jung (Geliebt gelacht geweint)
19. Jürgen Drews (Schlossallee)
20. Gitte (Was ihr wollt)
21. Roland Kaiser (Seine Hits: Gestern und Heute)
22. Nicole (30 Jahre mit Leib und Seele)
23. Roger Whittaker (Danke Deutschland)
24. Münchener Freiheit (Ohne Limit)
25. Marianne Rosenberg (Regenrhythmus)
26. Vicky Leandros (Zeitlos)
27. Bernhard Brink (So oder so)
28. Fantasy (König in der Nacht)
29. Andreas Martin (Lichtstrahl)
30. Anna-Maria Zimmermann (Einfach Anna!)

laut Bechtel: die von Media Control ermittelten erfolgreichsten Schlageralben der letzten sechs Monate